# Russelia floribunda
Russelia floribunda är en grobladsväxtart som beskrevs av Carl Sigismund Kunth. Russelia floribunda ingår i släktet Russelia och familjen grobladsväxter. Inga underarter finns listade i Catalogue of Life.